# Tetraplegi
Tetraplegi innebär förlorad funktion i armar, bål, bäckenorgan och ben på grund av skada på ryggmärgens halssegment.
En komplett skada innebär att det inte finns någon sensorisk eller frivillig motorisk funktion nedanför det skadade segmentet. Vid inkomplett skada finns delvis bevarad funktion. Klassificeringen av graden av sensoriskt/motoriskt bortfall sker enligt ett internationellt klassificeringssystem (ASIA).
Skadan kan ha traumatiskt ursprung (trafikolyckor, dykning, fall eller annat yttre våld mot ryggmärgen). Den kan orsakas av olika sjukdomar, blödningar och tumörer i ryggmärgen men också tillstånd utanför densamma där ryggmärgen pressas samman eller blodförsörjningen är nedsatt.